# Mount Ghiuselev
Mount Ghiuselev (englisch; bulgarisch Гюзелев връх Gjusselew wrach) ist ein 1100 m hoher Berg auf der Brabant-Insel im Palmer-Archipel westlich der Antarktischen Halbinsel. In den Avroleva Heights ragt er 4,16 km südsüdwestlich des Petroff Point, 3,8 km westsüdwestlich des Mitchell Point, 3,1 km nördlich bis östlich des Einthoven Hill und 3,2 km östlich bis südlich des Opizo Peak auf. Seine steilen Nord und Nordwesthänge sind teilweise unvereist. Der Mitew-Gletscher liegt nordwestlich, die Pampa-Passage südöstlich und der Swetowratschene-Gletscher südwestlich von ihm.
Britische Wissenschaftler kartierten ihn 1980 und 2008. Die bulgarische Kommission für Antarktische Geographische Namen benannte ihn 2015 nach dem bulgarischen Opernsänger Nikola Gjusselew (1936–2014).